# Grégory Leca
Grégory Leca (ur. 22 sierpnia 1980 w Metzu) – francuski piłkarz występujący na pozycji pomocnika.

## Kariera klubowa
Leca zawodową karierę rozpoczynał w sezonie 2000/2001 w pierwszoligowym FC Metz. We francuskiej ekstraklasie zadebiutował 30 września 2000 w przegranym 0:1 meczu z SC Bastią. W 2002 roku spadł z klubem do Ligue 2. W 2003 roku powrócił z zespołem do Ligue 1. 14 lutego 2004 w wygranym 1:0 meczu z Montpellier HSC strzelił pierwszego gola w trakcie gry w Ligue 1. W Metz Leca spędził w sumie 5 lat. W tym czasie rozegrał tam 126 spotkań i zdobył 3 bramki.
W sierpniu 2005 podpisał kontrakt z drugoligowym SM Caen. Pierwszy ligowy mecz zaliczył tam 26 sierpnia 2005 przeciwko En Avant Guingamp (0:0). W 2007 roku Leca awansował z klubem do Ligue 1. W 2009 roku powrócił z nim jednak do Ligue 2.
| Sezon   | Klub    | Kraj    | Rozgrywki  | Mecze | Bramki | Rozgrywki Europy | Mecze | Bramki |
| ------- | ------- | ------- | ---------- | ----- | ------ | ---------------- | ----- | ------ |
| 2000/01 | FC Metz | Francja | Division 1 | 16    | 0      | -                | -     | -      |
| 2001/02 | FC Metz | Francja | Division 1 | 22    | 0      | -                | -     | -      |
| 2002/03 | FC Metz | Francja | Ligue 2    | 15    | 0      | -                | -     | -      |
| 2003/04 | FC Metz | Francja | Ligue 1    | 36    | 1      | -                | -     | -      |
| 2004/05 | FC Metz | Francja | Ligue 1    | 34    | 2      | -                | -     | -      |
| 2005/06 | FC Metz | Francja | Ligue 1    | 2     | 0      | -                | -     | -      |
| 2005/06 | SM Caen | Francja | Ligue 2    | 25    | 2      | -                | -     | -      |
| 2006/07 | SM Caen | Francja | Ligue 2    | 29    | 0      | -                | -     | -      |
| 2007/08 | SM Caen | Francja | Ligue 1    | 18    | 0      | -                | -     | -      |
| 2008/09 | SM Caen | Francja | Ligue 1    | 25    | 0      | -                | -     | -      |
| 2009/10 | SM Caen | Francja | Ligue 2    | 34    | 0      | -                | -     | -      |
| 2010/11 | SM Caen | Francja | Ligue 1    | 26    | 0      | -                | -     | -      |
| 2011/12 | SM Caen | Francja | Ligue 1    | 25    | 1      | -                | -     | -      |
| 2012/13 | SM Caen | Francja | Ligue 2    | 7     | 0      | -                | -     | -      |

Stan na: 4 stycznia 2013 r.